# Stenopogon cervinus
Stenopogon cervinus là một loài ruồi trong họ Asilidae. Stenopogon cervinus được Loew miêu tả năm 1861. Loài này phân bố ở vùng Cổ Bắc giới.